# Oedipina kasios
Espèce
Oedipina kasios est une espèce d'urodèles de la famille des Plethodontidae.

## Répartition
Cette espèce est endémique du Honduras. Elle se rencontre :
- entre 950 et 1 750 m d'altitude dans le parc national La Muralla dans le département d'Olancho ;
- à partir de 1 920 m d'altitude dans la sierra de Agalta dans le département d'Olancho ;
- dans le parc national Montaña de Yoro dans le département de Francisco Morazán.

## Étymologie
Le nom spécifique kasios vient du grec kasios, la sœur, en référence au fait que cette espèce est l'espèce sœur d'Oedipina quadra.

## Publication originale
- McCranie, Vieites & Wake, 2008 : Description of a new divergent lineage and three new species of Honduran salamanders of the genus Oedipina (Caudata, Plethodontidae). Zootaxa, no 1930, p. 1-17 (texte intégral).